# Przysłońce
Przysłońce – część wsi Dosłońce w Polsce położona w województwie małopolskim, w powiecie miechowskim, w gminie Racławice.
W latach 1975–1998 Przysłońce administracyjnie należały do województwa kieleckiego.